# Прогрессивная либеральная партия
Прогрессивная либеральная партия (англ. Progressive Liberal Party, ПЛП) — популистская и социал-либеральная политическая партия, одна из двух ведущих политических партий на Багамских Островах. Относится к левоцентристским партиям.

## История
Партия была основана в 1953 году Уильямом Картрайтом, Сайрилом Стивенсоном и Генри Мильтон Тейлором. Прогрессивная либеральная партия была первой национальной политической партией на Багамах. Частично она выросла из движения, боровшегося против запрета проката фильма о расовых предрассудках «Выхода нет» с участием выходца с Багам Сидни Пуатье.
ПЛП была правящей в течение 30 лет с 1967 по 1992 годы, когда её возглавлял Линден Пиндлинг, ставший первым премьер-министром Багамских Островов. В это время партия проводила национализацию некоторых частных компаний. 
В 1992—2017 годах партию возглавлял Перри Кристи. Партия составляла большинство в 2002—2007 и 2012—2017 годах. После поражения на выборах 2017 года Перри Кристи ушёл в отставку и партию возглавил Филип Дейвис.